# Poletna liga Rudi Hiti 2009
Poletna liga Rudi Hiti 2009 je bil sedemnajsti turnir Poletna liga Rudi Hiti, ki je potekal med 27. in 30. avgustom 2009 v Ledeni dvorani na Bledu. V konkurenci klubov EC VSV, Tilia Olimpija, Acroni Jesenice, EC KAC, SC Langenthal in Briançon so zmagale Acroni Jesenice. Najboljši strelec turnirja je bil Mikael Wahlberg s petimi točkami.

## Tekme
Prvouvrščena kluba svojih skupin sta se uvrstila v finale, drugouvrščena v tekmo za tretje mesto; *-po kazenskih strelih.

### Skupina A

#### Prvi krog
| 27. avgust 2009 | Briançon | 5:4* | EC KAC | Ledena dvorana, Bled |

| Poročilo tekme | Poročilo tekme                                                     | Poročilo tekme       | Poročilo tekme                                         | Poročilo tekme |
| -------------- | ------------------------------------------------------------------ | -------------------- | ------------------------------------------------------ | -------------- |
| Začetek: 19:35 | Gervais 06:19 Lindlof 24:00 Lindlof 33:32 Raux 43:19 Lindlof 60:00 | (1:1, 2:2, 1:1, 1:0) | 05:07 Schneider 21:34 Geier 36:40 Herburger 54:33 Pock | Gledalci: 140  |

#### Drugi krog
| 28. avgust 2009 | EC KAC | 2:1* | SC Langenthal | Ledena dvorana, Bled |

| Poročilo tekme | Poročilo tekme                 | Poročilo tekme       | Poročilo tekme | Poročilo tekme |
| -------------- | ------------------------------ | -------------------- | -------------- | -------------- |
| Začetek: 19:35 | Schneider 35:10 Brandner 65:00 | (0:0, 1:1, 0:0, 1:0) | 35:18 Larose   |                |

#### Tretji krog
| 29. avgust 2009 | SC Langenthal | 2:4 | Briançon | Ledena dvorana, Bled |

| Poročilo tekme | Poročilo tekme         | Poročilo tekme  | Poročilo tekme                                           | Poročilo tekme |
| -------------- | ---------------------- | --------------- | -------------------------------------------------------- | -------------- |
| Začetek: 16:00 | Perez 04:22 Raux 25:20 | (2:1, 0:1, 0:2) | 13:34 Goldie 25:20 Baumgartner 47:53 Bernier 53:34 Perez |                |

#### Lestvica
| Poz | Klub          | OT | Z | P | ZPP | PPP | TOČ | PG | DG | GR |
| --- | ------------- | -- | - | - | --- | --- | --- | -- | -- | -- |
| 1.  | Briançon      | 2  | 1 | 0 | 1   | 0   | 4   | 9  | 6  | +3 |
| 2.  | EC KAC        | 2  | 1 | 0 | 0   | 1   | 3   | 6  | 6  | 0  |
| 3.  | SC Langenthal | 2  | 0 | 1 | 0   | 1   | 1   | 3  | 6  | -3 |

### Skupina B

#### Prvi krog
| 27. avgust 2009 | Acroni Jesenice | 2:3* | EC VSV | Ledena dvorana, Bled |

| Poročilo tekme | Poročilo tekme             | Poročilo tekme       | Poročilo tekme                           | Poročilo tekme |
| -------------- | -------------------------- | -------------------- | ---------------------------------------- | -------------- |
| Začetek: 16:00 | Brus 19:32 Trošinski 53:51 | (1:1, 1:0, 0:1, 0:1) | 18:42 Toff 37:49 Wahlberg 60:00 Wahlberg | Gledalci: 600  |

#### Drugi krog
| 28. avgust 2009 | EC VSV | 1:3 | Tilia Olimpija | Ledena dvorana, Bled |

| Poročilo tekme | Poročilo tekme | Poročilo tekme  | Poročilo tekme                   | Poročilo tekme |
| -------------- | -------------- | --------------- | -------------------------------- | -------------- |
| Začetek: 16:00 | 29:04 Raffl    | (0:1, 1:2, 0:0) | 02:25 Ropret 20:22 Jan 34:16 Jan |                |

#### Tretji krog
| 29. avgust 2009 | Acroni Jesenice | 7:1 | Tilia Olimpija | Ledena dvorana, Bled |

| Poročilo tekme | Poročilo tekme                                                                                            | Poročilo tekme  | Poročilo tekme | Poročilo tekme |
| -------------- | --- | --------------- | -------------- | -------------- |
| Začetek: 19:35 | Rebolj 10:59 Tičar 18:15 Troščinski 31:44 Troščinski 34:05 Troščinski 43:49 Sabolič 51:27 Kovačevič 53:15 | (2:0, 2:0, 3:1) | 50:12 Kralj    | Gledalci: 1200 |

#### Lestvica
| Poz | Klub            | OT | Z | P | ZPP | PPP | TOČ | PG | DG | GR |
| --- | --------------- | -- | - | - | --- | --- | --- | -- | -- | -- |
| 1.  | Acroni Jesenice | 2  | 1 | 0 | 0   | 1   | 3   | 9  | 4  | +3 |
| 2.  | Tilia Olimpija  | 2  | 1 | 1 | 0   | 0   | 2   | 4  | 8  | -4 |
| 3.  | EC VSV          | 2  | 0 | 1 | 1   | 0   | 2   | 4  | 5  | -1 |

### Končnica

#### Za peto mesto
| 30. avgust 2009 | SC Langenthal | 3:5 | VSV EC | Ledena dvorana, Bled |

| Poročilo tekme | Poročilo tekme                           | Poročilo tekme  | Poročilo tekme                                                             | Poročilo tekme |
| -------------- | ---------------------------------------- | --------------- | -------------------------------------------------------------------------- | -------------- |
| Začetek: 13:00 | Randegger 24:13 Fischer 33:42 Buri 56:23 | (0:2, 2:2, 1:1) | 01:01 Unterluggauer 02:03 Raffl 34:56 Kaspitz 36:01 Petrok 44:45 Lanzinger |                |

#### Za tretje mesto
| 30. avgust 2009 | Tilia Olimpija | 1:3 | EC KAC | Ledena dvorana, Bled |

| Poročilo tekme | Poročilo tekme | Poročilo tekme  | Poročilo tekme                           | Poročilo tekme |
| -------------- | -------------- | --------------- | ---------------------------------------- | -------------- |
| Začetek: 16:00 | Werner 36:22   | (0:1, 1:1, 0:1) | 01:14 Jakobitsch 32:20 Craig 59:59 Furey |                |

#### Finale
| 30. avgust 2009 | Acroni Jesenice | 2:1* | Briançon | Ledena dvorana, Bled |

| Poročilo tekme | Poročilo tekme | Poročilo tekme       | Poročilo tekme         | Poročilo tekme |
| -------------- | -------------- | -------------------- | ---------------------- | -------------- |
| Začetek: 19:00 | Szélig 33      | (0:0, 1:1, 0:0, 1:0) | 35 Rebolj 65 Kovačevič | Gledalci: 800  |

## Statistika

### Najboljši strelci
| Poz | Igralec            | Klub            | OT | G | A | TOČ | KM | GIV | GIM |
| --- | ------------------ | --------------- | -- | - | - | --- | -- | --- | --- |
| 1.  | Mikael Wahlberg    | EC VSV          | 3  | 2 | 3 | 5   | 2  | 1   | 0   |
| 2.  | Andrej Troščinski  | Acroni Jesenice | 3  | 4 | 0 | 4   | 0  | 2   | 0   |
| 3.  | Joni Lindlöf       | Briançon        | 3  | 3 | 1 | 4   | 6  | 0   | 0   |
| 4.  | Michael Raffl      | EC VSV          | 3  | 2 | 2 | 4   | 0  | 0   | 0   |
|     | Damien Raux        | Briançon        | 3  | 2 | 2 | 4   | 2  | 0   | 0   |
| 6.  | Andrej Makrov      | Acroni Jesenice | 3  | 0 | 4 | 4   | 0  | 0   | 0   |
| 7.  | Mickaël Perez      | Briançon        | 3  | 2 | 1 | 3   | 0  | 0   | 0   |
| 8.  | Andrew Schneider   | EC KAC          | 3  | 2 | 1 | 3   | 4  | 1   | 0   |
| 9.  | Marc-André Bernier | Briançon        | 3  | 1 | 2 | 3   | 0  | 0   | 0   |
| 10. | Edo Terglav        | Briançon        | 2  | 0 | 3 | 3   | 0  | 0   | 0   |

### Najboljši vratarji
| Poz | Igralec            | Klub            | OT | OMIN | PG | PGT  | SO | PGIV | PGIM |
| --- | ------------------ | --------------- | -- | ---- | -- | ---- | -- | ---- | ---- |
| 1.  | René Swette        | EC KAC          | 2  | 120  | 2  | 1.00 | 0  | 0    | 0    |
| 2.  | Boris Tortunov     | Acroni Jesenice | 3  | 171  | 4  | 1.40 | 0  | 2    | 0    |
| 3.  | Bernhard Starkbaum | EC VSV          | 1  | 60   | 2  | 2.00 | 0  | 1    | 0    |
| 4.  | Ramon Sopko        | Briançon        | 3  | 180  | 7  | 2.33 | 0  | 1    | 0    |
| 5.  | Norm Maracle       | Tilia Olimpija  | 2  | 94   | 4  | 2.55 | 0  | 3    | 0    |
| 6.  | Gert Prohaska      | EC VSV          | 2  | 120  | 6  | 3.00 | 0  | 1    | 0    |
| 7.  | Raffael Walter     | SC Langenthal   | 3  | 178  | 9  | 3.03 | 0  | 1    | 0    |
| 8.  | Hannes Enzenhofer  | EC KAC          | 1  | 60   | 4  | 4.00 | 0  | 0    | 0    |
| 9.  | Matija Pintarič    | Tilia Olimpija  | 1  | 30   | 2  | 4.00 | 0  | 2    | 0    |
| 10. | Aleš Sila          | Tilia Olimpija  | 2  | 56   | 5  | 5.36 | 0  | 0    | 0    |